# Bois-de-Gand
Bois-de-Gand là một xã của tỉnh Jura, thuộc vùng Bourgogne-Franche-Comté, miền đông nước Pháp.